# メトロフレックス
メトロフレックス（Metroplex）はハスブロとタカラ（現タカラトミー）のトランスフォーマーシリーズのキャラクター。

## 概要
『戦え!超ロボット生命体トランスフォーマー2010』の第5話「クインテッサ星人の陰謀」から、日本ではOVA『戦え!超ロボット生命体トランスフォーマー スクランブルシティ発動編』にて初登場。声を担当したのは英語版がバド・デイビス、日本語版が阪脩。
サイバトロンの防衛都市スクランブルシティから移動要塞に変形し、ロボット形態では身長が1kmに達する、超大型トランスフォーマー。普段は地球に駐留している。スクランブルシティにおいてはシルバーボルトやホットスポットと接続できるだけでなく身体自体にスクランブル合体システムを搭載したサイバトロンを合体させることも出来る。
巨体にもかかわらず、性格は落ち着いており、状況を見て謙虚な発言をする。宿敵ダイナザウラーに対しても注意するような発言も多い。
武器は2対の崩壊光線、レーザーランサー、反物質放射器、ロケット推進追撃砲。移動要塞モードではディスラプター光線、レーザーランス、反物質プロジェクターを使用する。続編の『HM』では飛行能力を有していた。
日本の玩具展開では1986年の「スクランブルシティ計画」編の主力商品として扱われていた。
ダイナザウラーと異なり、完全な人型でありボディーは白と黒を基調としている。

## ガードロボット
支援員 シックスガン / Six Gun
声 - 塩屋翼 / 英 - モーリス・ラマーシュ
初登場は第6話「メトロフレックスVSダイナザウラー」。普段はメトロフレックスの全身にある武器と建造物になっている。フォートノックス強奪事件の際、スカイリンクスを見かけで、ダイノボットと判断して、彼の猛反発を受けた。武器はイオンパルスライフル、2基の地対空誘導ミサイルランチャー、アセチレンガス銃。
『トランスフォーマーシージ』シリーズにて、ウェポナイザーとして設定され、航空機モードが新たに加わった。　　
警備員 スキャンパー / Scamper
声 - 江原正士、石井敏郎（14話）/ 英 - ダン・ギルベザン
初登場は第6話「メトロフレックスVSダイナザウラー」 。黒い6輪のスーパーカーに変形。メトロフレックスがシティモードの際は待機していることも多い。スクランブルシティがデストロンに襲われた際に出撃する。ビームピストルを携行し、エレクトロブラスターを装備。
スレマー（スラマー）/ Slammer
初登場は第6話「メトロフレックスVSダイナザウラー」。自律戦車でロボットモードは持たない。スクランブルシティがデストロンに襲われた際に出撃する。
G1復刻版玩具では、初期版では存在しなかった接続部が砲塔部分に追加され、スクランブルシティのタワーとして接続できるようになった。
『トランスフォーマーキングダム』シリーズにて、ウェポナイザーとして新たに設定され『スラマー』の名前でロボットモードが新たに加わった。

## 活躍

### 戦え!超ロボット生命体トランスフォーマー スクランブルシティ発動編
戦力を強化するデストロンに対抗するため、ウルトラマグナスの指揮する「スクランブルシティ計画」により秘密工場にて造られた。
デストロンの攻撃に苦戦するサイバトロンに秘密工場から出撃、ダイナザウラーと対峙する。

### 戦え!超ロボット生命体トランスフォーマー2010
初登場は第5話「クインテッサ星人の陰謀」。主にブロードキャストが指揮していた。ユニクロン戦争でトランスフォームコグが破壊されたため、当初はトランスフォーム不可能だった。
第5話ではトランスフォームコグが到着が遅れるなか、ダイナザウラーが迫る。危機一髪のところで、コグが到着。パイプスがコグを取り付け、ロボットモードに変形。ダイナザウラーを海にまで投げ飛ばす。
第16話「スタースクリームの復活」ではスカージとスタースクリームに目を奪われる。逃げたスカージたちを攻撃するために変形するが、盲目となったことに動揺、さらには電子頭脳ルームに爆弾を仕掛けられて倒れる。
第20話「究極の武器」ではスィンドルにトランスフォームコグを奪われトランスフォーム不能になる。やむなくロディマスコンボイたちが奪還したダイナザウラーのコグを取り付けるが、ロボットモードを維持できず、ダイナザウラーに苦戦を強いられる。そこにコグを奪われた責任から失踪していたファーストエイドが復帰し、コグを調整。正常にトランスフォーム可能になり、勝利する。
第31話「コンボイの復活パート1」ではロディマスコンボイがメトロフレックスが宇宙ペストに感染した場合を危惧し、機能停止状態となる。

### トランスフォーマー ザ☆ヘッドマスターズ
初登場は第1話「空から来た四人の戦士」。本作のシティーコマンダーはウルトラマグナスが務める。本作品では性格は普段落ち着いているが、ウルトラマグナスの仇討ちに燃えるなどの熱い性格も見せるようになった。
第1話ではスペースブリッジに向かうトレインボット一行を救う。
第24話「ウルトラマグナス死す!!」ではデストロンが地球に襲来。ウルトラマグナスがシックスショットに苦戦する中、加勢しようとするが、ダイナザウラーに足止めされる。ウルトラマグナスは劣勢となりながらも戦うが、シックスショットの第七の形態「ウイングウルフ」によって戦死。メトロフレックスはウルトラマグナスを地球に埋葬するように懇願する。
第34・35話「最後の地球大決戦」では地球の情勢をフォートレスらに伝え、最終決戦にも自ら参加する。

### トランスフォーマー ザ☆コミックス
テレビマガジンに連載されたコミックでは1作目の第3話にシティモードが登場。
第2作『超ロボット生命体物語ザ☆トランスフォーマー』の第3話ではウルトラマグナスが世界中の選ばれた子供たちを見学ツアーに招待する。しかしそこにダイナザウラーが襲来し、メトロフレックスはダイナザウラーの砲撃に窮地に立たされる。そこにシックスガンがダイナザウラーの砲台を奪い、ダイナザウラーを撃退する。

### Transformers:Fall of Cybertron
サイバトロン星の古代タイタンとして存在し、オプティマス・プライムと交流して都市から変形してロボットモードになる。その際膨大な量のエネルゴンを必要として、当時エネルゴンをサイバトロン星が生産出来ない状態でエネルゴンの量に限りがあり、さらに標的をプライム（オートボット司令官）に指示してもらう必要があり、メトロフレックスは切り札としての位置づけとなっている。
アークを出発させるためにエネルギーをすべて使い切り停止した。

## 玩具
国内では1986年4月に「C-70」のナンバーを与えられて発売。海外の初期出荷版はタイヤがゴム製で大腿部にメッキが使われているが、後期版はタイヤがプラスチック製、大腿部がシール処理に変更。日本版は後期版の仕様で発売された。
シティモードではジオラマのごとく、ミニボットやスクランブル合体戦士を絡めて遊ぶことが出来る。シルバーボルト、ホットスポットを基地形態に、スキャッターショットは砲座形態にして接続可能。ロボットモードでは手足にスリングら手足に変形する戦士を合体させることも可能である。
1990年には『トランスフォーマーZ』にメトロタイタンとして流用されている。
2008年には『トランスフォーマー アンコール』 では「12」のナンバーを与えられ再発売。海外の前期版の仕様に変更され、スレマーの砲塔にジョイントが設けられている。
2013年には『トランスフォーマージェネレーションズ』カテゴリーでTG-23 メトロプレックスとして新規のデザインで発売された。全高60cmというビッグスケール仕様で、武装なども大きく変化している。2018年に『トランスフォーマーレジェンズ』でLG-EX メトロフレックスとして再販。

### その他の玩具
トランスフォーマーガム
カバヤから発売。組み立て式の軟質プラ樹脂ミニプラモ。シリーズ第5弾にラインナップ。シティモードは再現できず、シックスガンのパーツがオミットされている。
スーパーコレクションフィギュア トランスフォーマー　ジェネレーション1
彩色済みコレクションフィギュア。ACT-4「コンボイの復活編」にラインナップ。ボーナスパーツを6種類集めることにより完成する。クリアー版も存在。
MYCLONE　TRANSFORMERS #3
ブロックタイプのディフォルメフィギュア。第3弾にラインナップ。

## 関連キャラクター
『トランスフォーマーZ』で前述のメトロタイタンは、デストロンコマンダーとして販売されるものの、アニメには未登場。カラーリングはデストロンの意匠として、青が多くなった。土星衛星タイタン出身という設定を持ち、デストロン軍団を率いてサイバトロンと対決する。
当初はロードファイアーと共にOVA第二巻に登場する予定だった。因みにゾーン展開時、日本国内に於いて唯一発売されたデストロン兵士だった。
『ギャラクシーフォース』では、メトロフレックスの流れを汲むキャラクターとして惑星ギガロニアのリーダーである巨神司令官のメガロコンボイが登場。ビークルモードとロボットモードの頭部など各デザインラインに、メトロフレックスの意匠が認められる。英語版の『CYBERTRON』ではMetroplex（メトロプレックス）という名前になっている。